# Krauthausen
Krauthausen é um município da Alemanha, situado no distrito de Wartburg, no estado da Turíngia. Tem 18,48 km² de área, e sua população em 2019 foi estimada em 1.590 habitantes.